# Achnahanat
Achnahanat (Schots-Gaelisch: Achadh na h-Annaid) is een nederzetting in de buurt van Ardgay in Sutherland in de Schotse Hooglanden. De nederzetting ligt net ten zuiden van de Kyle of Sutherland, op ongeveer 7 kilometer ten westen van Invershin.